# Trò chơi năm 1995
Trang này liệt kê các board game,  card game, wargame, miniatures game, và trò chơi nhập vai tabletop xuất bản năm 1995.  Đối với trò chơi điện tử, xem Trò chơi điện tử năm 1995.

## Trò chơi được phát hành hoặc phát minh năm 1995
- Across Suez (phiên bản thứ hai, cập nhật)
- Advanced Tracks to Telluride
- Battlelords
- Blood Wars Card Game
- Cluedo Super Sleuth
- Doomtrooper
- Dragon Dice
- El Grande
- Empire of the Rising Sun
- Everway
- The Great Dalmuti
- Guardians (card game) (trò chơi thu thập thẻ bài)
- Highlander: The Card Game
- Jenga Ultimate
- Legends of the Five Rings Collectible Card Game
- Medici
- Middle-earth Collectible Card Game
- Mortal Kombat Kard Game
- Murphy's World (trò chơi nhập vai)
- Necromunda
- Nightbane (trò chơi nhập vai)
- OverPower card game
- Quest for the Grail
- Rage (trò chơi thu thập thẻ bài)
- Redemption card game
- RoboRally - Armed and Dangerous
- The Settlers of Catan
- Shadowfist (trò chơi thu thập thẻ bài)
- Sim City The Card Game
- Simply Cosmic
- Star Wars Customizable Card Game
- Ultimate Combat! (trò chơi thu thập thẻ bài)
- Vampire: The Eternal Struggle (trước đó có tên là Jyhad)
- Warzone - A Fast & Furious Miniatures Battle Game
- WildStorms: The Expandable Super-Hero Card Game
- Wing Commander Collectible Trading Card Game
- Wyvern

## Giải thưởng trò chơi được trao năm 1995
- Spiel des Jahres: The Settlers of Catan
- Games: Sharp Shooters

## Chết
| Ngày       | Tên           | Tuổi | Chức vụ                                   |
| ---------- | ------------- | ---- | ----------------------------------------- |
| 19 tháng 2 | Nigel Findley | 35   | Nhà thiết kế trò chơi nhập vai và tác giả |